# Call of Cthulhu: Dark Corners of the Earth
Pour les articles homonymes, voir L'Appel de Cthulhu (homonymie).
 (octobre 2019).
Si vous disposez d'ouvrages ou d'articles de référence ou si vous connaissez des sites web de qualité traitant du thème abordé ici, merci de compléter l'article en donnant les références utiles à sa vérifiabilité et en les liant à la section « Notes et références ».
Call of Cthulhu: Dark Corners of the Earth est un jeu vidéo de type survival horror et de tir à la première personne. Développé par Headfirst Productions et édité par Bethesda Softworks, le jeu est sorti en 2005 sur Xbox et en 2006 sur PC.
Le jeu s'inspire de l'œuvre littéraire de Howard Phillips Lovecraft, plus spécifiquement de la nouvelle Le Cauchemar d'Innsmouth. Se déroulant principalement en 1922, l'histoire suit Jack Walters, un détective privé mentalement instable qui a la tâche d'enquêter sur la disparition d'une personne dans Innsmouth, une ville étrange qui semble totalement isolée du reste des États-Unis.

## Trame
L'intrigue du jeu est en grande partie fondée sur la nouvelle Le Cauchemar d'Innsmouth de Lovecraft. Certaines situations relatées dans la nouvelle sont présentes dans le jeu, et les deux histoires se font fortement écho.
Jack Walters est un détective privé qui a subi une expérience traumatisante lors d'une enquête dans une maison occupée par les membres d'un culte étrange, en 1915. L'histoire commence réellement en 1922 lorsque Jack sort d'un asile psychiatrique après avoir été interné pendant 6 ans, période qui semble effacée de sa mémoire. Il redevient détective privé et est envoyé à Innsmouth afin de retrouver un homme disparu.
Il devra s'y battre contre les habitants de la ville, notamment les ouvriers de la raffinerie au visage monstrueux.
Jack cherchera alors pourquoi ces « hommes poissons » veulent le tuer.
Sa curiosité l’amènera dans les sombres profondeurs d'Innsmouth face à un danger bien plus grand encore.

## Système de jeu
Sur Xbox, le jeu utilise la manette de la console. Sur PC, la combinaison Clavier + souris est adoptée, avec un système proche de celui des FPS (ZQSD pour se déplacer, ou avec d'autres touches attribuables). Le système de sauvegarde est issu du monde console, permettant d'enregistrer sa progression uniquement dans certains lieux. Pour ce faire, le joueur doit se retrouver face à des marques particulières inscrites sur certains murs.
Le système de santé n'utilise pas de barre de vie. Au fur et à mesure des blessures, l'aspect du personnage est affecté par les blessures encaissées. Il faut utiliser du matériel médical pour se soigner, en utilisant le produit adapté (sutures pour les plaies, antidote contre les empoisonnements…).
Les blessures affectent l'état du personnage, et la perception du joueur. L'affichage à l'écran devient flou, les mouvements sont moins précis. Si le personnage subit une blessure à l'une de ses jambes (à la suite d'une chute, ou par une griffure), il boitera et sera donc ralenti.
La santé mentale du personnage est gérée de la même manière, les troubles mentaux affectant le personnage ayant une influence directe sur ce que le joueur voit et sur ses possibilités d'action. En cas de stress de la part du personnage, celui-ci commencera à émettre des chuchotements, tandis que sa vue se troublera et subira des distorsions.
L'état de santé physique et mentale sont visibles par l'intermédiaire d'un menu où il est possible d'observer l'état direct de nos personnage. Les blessures sont apparentes et l'état psychique est représenté par un électrocardiogramme, donc par les variations de la fréquence cardiaque du personnage joueur.
Le personnage joueur dispose d'un arsenal qu'il découvrira au fur et à mesure, il ne possède pas de limite concernant les armes qu'il peut porte sur lui. Le joueur devra en fonction des situations utiliser certaines armes en particulier. Aussi, la gestion des munitions de différents calibres et de différents types reste primordiale pour le joueur, une mécanique récurrente dans les jeux de type survival horror.